# Baculentulus hohuanshanensis
Baculentulus hohuanshanensis är en urinsektsart som beskrevs av Chao, Lee och Chen 1998. Baculentulus hohuanshanensis ingår i släktet Baculentulus och familjen lönntrevfotingar. Inga underarter finns listade.